# Linje H
 Ikke at forveksle med Linje H (1972-1979).
Linje H er en S-togs-linje i Hovedstadsområdet, som kører mellem Østerport og Ballerup.
Linjen kører kun i dagtimerne mandag-fredag med 20 minutters drift og stop ved alle stationer undervejs. Om aftenen og i weekenden erstattes den af linje C, som da standser ved alle stationer undervejs.
Den nuværende linje H er den anden med det linjebogstav. Den første oprettedes i 1972 men nedlagdes atter i 1979. Den nuværende linje oprettedes i 1987 og er efter nedlæggelser af forskellige andre linjer nu S-banens yngste linje. Fra 1993 til 2007 suppleredes den af linje H+ i dagtimerne mandag-lørdag.
Linje H var fra begyndelsen gul på linjekortet som linje F , men blev allerede i 1989 ændret til den nuværende linjefarve, rød.

## Stationer på linje H
Linje H har følgende stationer på linjen, taget i rækkefølgen fra Østerport Station til Ballerup Station.
1. Østerport Station (Endestation)
2. Nørreport Station
3. Vesterport Station
4. København H
5. Dybbølsbro Station
6. Carlsberg Station
7. Valby Station
8. Langgade Station
9. Peter Bangs Vej Station
10. Flintholm Station
11. Vanløse Station
12. Jyllingevej Station
13. Islev Station
14. Husum Station
15. Herlev Station
16. Skovlunde Station
17. Malmparken Station
18. Ballerup Station

## Historie
Linje H blev oprettet ved en mindre reform af linjenettet 31. maj 1987. Baggrunden var at linje B havde svært ved at holde tid på turen mellem Farum på Hareskovbanen og Høje Taastrup på Høje Taastrup-banen. Derfor valgte man at dele den i to. Linje B afkortedes, så den kun kørte mellem Høje Taastrup og Østerport, mens den ny linje H kom til at køre mellem København H og Farum. I dagtimerne mandag-fredag forlængedes den desuden til Høje Taastrup og erstattede derved linje Bb, der nedlagdes. Der stoppedes ved alle stationer undervejs mod både Farum og Høje Taastrup.
To år efter, 28. maj 1989, fandt en ny reform af linjenettet sted, da den yderste del af Frederikssundsbanen mellem Ballerup og Frederikssund blev omstillet til S-bane. Linje H fik æren af at betjene den nye strækning, idet den omlagdes til Frederikssund i hele driftstiden. Undervejs standsedes mellem København og Ballerup kun i Valby, Vanløse og Herlev.
Det havde i øvrigt været tanken, at linjen mellem Frederikssund og Farum skulle have heddet linje F. En linje mellem Høje Taastrup og Holte i dagtimerne mandag-lørdag skulle så have heddet linje H, mens den eksisterende linje F skulle have været omdøbt til linje T. Linje F fik imidlertid lov til at beholde sit navn, linjen mellem Frederikssund og Farum blev som nævnt linje H, og linjen mellem Høje Taastrup og Holte blev til den ny linje L. 
For passagerne på den yderste del af Frederikssundsbanen medførte omstillingen til S-banen markante forbedringer. Hvor der før havde været 40 minutters drift med visse forstærkninger i myldretiden, kom der nu 20 minutters drift i hele driftstiden mellem Ballerup og Frederikssund. Og hvor turen fra København H til Frederikssund med skift i Ballerup hidtil havde taget 53-70 min., kunne linje H nu uden skift klare turen på 47 min.
Til gengæld var den nye del af S-banen en skrabet løsning. Der blev ganske vist anlagt en ny station i Frederikssund, men til gengæld beholdt man enkeltsporet med krydsning i Veksø og Ølstykke. Noget der betød, at banen fra starten var bundet op på 20 minutters drift uden mulighed for forstærkning og med begrænset spillerum ved forsinkelser. Desuden beholdt man 11 overskæringer i niveau, hvilket man ellers ikke havde haft på S-banen siden 1951. Den valgte løsning viste sig imidlertid hurtigt at være utilstrækkelig. Allerede i 1995 var togene ved at være fyldt op til randen i myldretiden, ligesom forsinkelser hurtigt spredte sig til resten af linjenettet. Derfor blev det vedtaget ved lov 20. maj 1997 at anlægge dobbeltspor og samtidig fjerne niveauoverskæringerne. Det viste sig at blive mere omfattende end som så, ikke mindst på grund af passagen af Hellede Mose.
Arbejdet betød at der måtte indsættes togbusser i stedet for S-togene mellem Frederikssund og Ballerup i flere omgange. I første omgang gjaldt det i en række weekender i 1998-2000, hvor der kørtes med to buslinjer, en direkte og en med stop ved alle stationer undervejs. I 1999 og 2000 blev der imidlertid aktuelt med flere månedlange perioder, hvor der kørtes med hele fem linjer på hverdage med forskelligt standsningsmønstre. Da der ikke var tilstrækkeligt med plads i busterminalen i Ballerup, etableredes der en ny i Måløv, hvor skiftet mellem tog og bus så kunne ske i stedet. Ved nogle lejligheder var der dog stadig skift i Ballerup.
Den første etape af dobbeltsporet til Veksø blev indviet 25. november, samtidig med at man her kunne tage en ny Kildedal Station i brug. Efterfølgende fortsatte arbejdet på resten af strækningen, hvilket igen betød flere perioder med togbusser på skiftende strækninger. 14. september 2002 kunne man så endelig indvie resten af dobbeltsporet til Frederikssund, og samtidig kunne man tage endnu en ny station i brug, Gl. Toftegård, senere omdøbt til Egedal. Ved køreplansskiftet dagen efter fik linje H desuden et ekstra stop i Husum, hvor der kunne skiftes til buslinje 200S. Da den nye Flintholm Station blev taget i brug 24. januar 2004, fik linjen også et stop der.

### Indskrænkninger og udvidelser
23. september 2007 skete der en ny reform af linjenettet. Siden 1979 havde man haft et antal stamlinjer, der kørte i hele driftstiden, suppleret af andre linjer i dagtimerne og myldretiderne og alle med 20 minutters drift. Nu fik man så færre linjer, der så overvejende kørte med 10 minutters drift i dagtimerne mandag-lørdag og med 20 minutters drift i øvrigt. Imidlertid var der ikke tilstrækkeligt med kapacitet på den centrale strækning, Boulevardbanen. Der gik udover linje H, der derfor fortsat måtte nøjes med 20 minutters drift i hele driftstiden. Til gengæld fik passagerne på Hareskovbanen nu 10 minutters drift, idet linje A omlagdes til Farum. Linje H blev så til gengæld afkortet til Østerport med endestation ved perronen syd for stationen, hvor den første linje H også havde haft endestation i sin tid. Desuden ændredes standsningsmønstret på Frederikssundsbanen, så der kørtes uden stop mellem Vanløse og Herlev, Herlev og Ballerup og Måløv og Veksø. Herved sprang man Kildedal over, der i dagtimerne mandag-lørdag i stedet blev betjent af linje C, men som resten af driftstiden nu var uden betjening.
Det varede dog ikke længe før, man atter kunne træffe linje H på Hareskovbanen, for allerede 13. december 2009 blev den forlænget til Farum i myldretiden i stedet for linje Bx. Undervejs kørtes uden stop mellem Ryparken og Vangede, Vangede og Buddinge og Bagsværd og Hareskov. 11. december 2011 ændredes standsningsmønstret på Frederikssundsbanen, så der kørtes uden stop mellem Valby og Flintholm, Vanløse og Husum, Herlev og Malmparken og Måløv og Veksø. Ved reformen i 2007 havde det ellers været et princip, at alle linjer skulle stoppe ved alle stationer indenfor Ringbanen, men det havde vist sig, at der ikke var så mange passagerer på Langgade og Peter Bangs Vej. Linje H kom derfor til at springe dem over men fik så til gengæld stop på Husum og Malmparken, hvor der var væsentlig flere passagerer. Endnu en ændring fandt sted 9. december 2012, idet linje H fra da af kun kørte mandag-fredag. I weekenderne forlængdedes linje C i stedet til Frederikssund.
Ved køreplansskiftet 15. december 2014 blev linjen på ny ændret. Baggrunden var indførelsen af et nyt signalsystem, der i første omgang blev etableret på Nordbanen mellem Jægersborg og Hillerød. I den forbindelse ønskede man at samle de tog, der var forberedt på det nye system, på en strækning. Det medførte blandt andet, at linje B omlagdes til Farum i stedet for linje A. Men for at linje B ikke skulle blive indhentet af linje H på Hareskovbanen, forlængede man køretiden for linje H ved at give den stop ved alle stationer undervejs der. Et par år efter, 30. januar 2017, blev linjenettet imidlertid ændret nok en gang. Linje H blev atter afkortet fra Farum til Østerport, mens myldretidskørslen på Hareskovbanen blev overtaget af en forlænget linje Bx med et begrænset antal stop undervejs. Samtidig indstilledes driften på linje H om aftenen, hvor linje C i stedet blev forlænget til Frederikssund ligesom i weekenderne.
Fra 1. juni til 26. august 2018 blev hele Frederikssundsbanen mellem Valby og Frederikssund erstattet af togbusser. Linje H blev aflyst og linje C blev afkortet i perioden, hvor de blev erstattet af mellem fem og otte forskellige buslinjer med forskellige strækninger og standsningsmønstre. Ved køreplansskiftet 10. december 2018 ophørte linje H med at betjene Husum, der dermed udelukkende betjentes af linje C med drift hvert tiende minut. Årsagen til dette var, at DSB havde vurderet, at mængden af passagerer, der steg på i Husum, ikke kunne retfærdiggøre generne ved standsning for de øvrige passagerer.
Ved køreplansskiftet 14. december 2020 byttede linje C og H funktion som henholdsvis stoptog og hurtigtog i dagtimerne på hverdage. Linje C kom til at køre til Frederikssund på alle afgange men uden stop Valby - Flintholm og Vanløse - Husum. De mellemliggende stationer betjenes i stedet af linje H, der fik stop overalt og samtidig afkortedes til Ballerup. Tanken med ombytningen var, at det ville give en mere jævn fordeling i kørslen på Frederikssundsbanen, i stedet for at Frederikssund skiftevis betjentes af tog med og uden stop undervejs. Til gengæld fik flere af stationerne undervejs reduceret betjeningen fra 10 minutters drift med linje C til 20 minutters drift med linje H. Linje H kører dog fortsat de tre første morgentog fra Frederikssund kl. 4.37, 4.57 og 5.17 til Østerport med stop ved alle stationer. Første linje C kører fra Frederikssund kl. 5.24.
Fra 2. maj til 30. september 2025 er der skiftende ændringer på S-togslinjerne på grund af sporarbejde på Nordbanen. For linje H betød det, at den var forlænget til Lyngby men uden stop mellem Hellerup og Lyngby fra 2. til 31. maj 2025. Den var her med til erstatte linje E, der var omlagt til Farum. Fra 1. til 19. juni 2025 er linje H forlænget helt til Hillerød men uden stop Hellerup - Lyngby og Lyngby - Holte. Fra 20. juni til 10. juli har linje H igen normal enestation på Østerport. Fra 11. juli til 30. september 2025 er linje H helt aflyst.

## Kronologisk oversigt
| Dato                    | Linjeføring                                          | Bemærkninger |
| ----------------------- | ---------------------------------------------------- | --- |
| 31-05-1987              | (Høje Taastrup -) København H - Farum                | Høje Taastrup - København H kun man-fre i dagtimerne. |
| 28-05-1989              | Frederikssund - København H - Farum                  | Uden stop Ballerup-Herlev-Vanløse-Valby-København H |
| 15-09-2002              | Frederikssund - København H - Farum                  | Uden stop Ballerup-Herlev, Husum-Vanløse, Vanløse-Valby, Valby-København H |
| 24-01-2004              | Frederikssund - København H - Farum                  | Uden stop Ballerup-Herlev, Husum-Vanløse, Flintholm-Valby-København H |
| 23-09-2007              | Frederikssund - København H - Østerport              | Uden stop Veksø-Måløv, Ballerup-Herlev-Vanløse |
| 13-12-2009              | Frederikssund - København H - Østerport (- Farum)    | Uden stop Veksø-Måløv, Ballerup-Herlev-Vanløse og Ryparken-Vangede-Buddinge, Bagsværd-Hareskov Østerport - Farum kun i myldretiderne.                                              |
| 11-12-2011              | Frederikssund - København H - Østerport (- Farum)    | Uden stop Veksø-Måløv, Malmparken-Herlev, Husum-Vanløse, Flintholm-Valby og Ryparken-Vangede-Buddinge, Bagsværd-Hareskov Østerport - Farum kun i myldretiderne.                    |
| 09-12-2012              | Frederikssund - København H - Østerport (- Farum)    | Uden stop Veksø-Måløv, Malmparken-Herlev, Husum-Vanløse, Flintholm-Valby og Ryparken-Vangede-Buddinge, Bagsværd-Hareskov Kun mandag-fredag. Østerport - Farum kun i myldretiderne. |
| 15-12-2014              | Frederikssund - København H - Østerport (- Farum)    | Uden stop Veksø-Måløv, Malmparken-Herlev, Husum-Vanløse, Flintholm-Valby Kun mandag-fredag. Østerport - Farum kun i myldretiderne.                                                 |
| 30-01-2017              | Frederikssund - København H - Østerport              | Uden stop Veksø-Måløv, Malmparken-Herlev, Husum-Vanløse, Flintholm-Valby Kun mandag-fredag i dagtimerne.                                                                           |
| 10-12-2018              | Frederikssund - København H - Østerport              | Uden stop Veksø-Måløv, Malmparken-Herlev-Vanløse, Flintholm-Valby Kun mandag-fredag i dagtimerne.                                                                                  |
| 14-12-2020              | (Frederikssund -) Ballerup - København H - Østerport | Kun mandag-fredag i dagtimerne. 3 tidlige morgentog fra Frederikssund med stop på alle stationer.                                                                                  |
| 02-05-2025 - 31-05-2025 | Ballerup - København H - Lyngby                      | Uden stop Hellerup-Lyngby. Omlagt på grund af sporarbejde på Nordbanen. |
| 01-06-2025 - 19-06-2025 | Ballerup - København H - Hillerød                    | Uden stop Hellerup-Lyngby-Holte. Omlagt på grund af sporarbejde på Nordbanen. |

## Linje H+
I begyndelsen af 1993 planlagde DSB at etablere en ny linje J som en hurtig linje i dagtimerne mellem Ballerup og Farum i stedet for de hidtidige myldretidlinjer Bx og Cx. Erfaringer fra Køge Bugt-banen havde nemlig vist, at der kunne tiltrækkes flere passagerer ved at udvide supplerende kørsel i myldretiderne til dagtimerne. Det var relevant på linje Cx's strækning på Frederikssundsbanen, hvor der var et forholdsvis stort passagerpontentiale, og på linje Bx's strækning på Hareskovbanen, der havde lave passagertal i forhold til oplandet. Den nye linje ville få korrespondance med linje M i Vanløse og Ryparken samt til den nye buslinje 500S i Værløse.
Linjen blev oprettet ved køreplansskiftet 26. september 1993. Ved samme lejlighed valgte man, at de linjer, der forstærkede driften i dagtimerne mandag-lørdag, skulle kaldes for +-linjer, for at give større sammenhæng. Den nye linje kom derfor til at hedde linje H+ for at vise sammenhængen med linje H. Derudover kom linjen dog til at køre som planlagt mellem Ballerup og Farum. På Frederikssundsbanen til Ballerup kørtes uden stop mellem København H og Valby og Valby og Vanløse, mens der på Hareskovbanen til Farum kørtes uden stop mellem Østerport og Ryparken, Emdrup og Buddinge, Buddinge og Bagsværd og Bagsværd og Værløse. På strækningen til Ballerup erstattede den nye linje myldretidslinjen Cx, der nedlagdes, mens den mod Farum erstattede linje Bx, der afkortedes til København H.
Ved køreplansskiftet 24. september 1995 blev køreplanen for linje H+ justeret med nye minuttal mellem Valby og Farum for at gøre den mere stabil. Det gav samtidig mulighed for stop på Peter Bangs Vej og Langgade. På Hareskovbanen kom der tilsvarende ekstra stop i Vangede 17. juni 2001. De helt store ændringer fulgte imidlertid med anlægget af dobbeltspor til Frederikssund som beskrevet ovenfor. Første etape til Veksø gjorde det således muligt at forlænge linje H+ dertil 26. november 2000, mens anden etape medførte en forlængelse helt til Frederikssund 15. september 2002. Samtidig ændredes standsningsmønstret nok engang. Af hensyn til den kommende buslinje 1A fik linje H+ således stop på Enghave, mens et stop på Dybbølsbro kom til for at forbedre betjeningen af Fisketorvet. Derudover fik linjen stop på Nordhavn og Svanemøllen. Resultatet var at linjen nu stoppede på alle stationer mellem Frederikssund og Emdrup.
Det blev de sidste ændringer i linjens levetid. Ved den ovennævnte reform af linjenettet 23. september 2007 blev linje H+ og de andre +-linjer nedlagt. I stedet fik linje C 10 minutters drift i dagtimerne og forlængedes i samme tidsrum på hver anden afgang til Frederikssund. Imens omlagdes linje A til Farum og ligeledes med 10 minutters drift i dagtimerne, hvorved den erstattede linje H+ der.
| Dato       | Linjeføring                                            | Bemærkninger                                                                                |
| ---------- | ------------------------------------------------------ | ------------------------------------------------------------------------------------------- |
| 26-09-1993 | Ballerup - København H - Farum                         | Uden stop Vanløse-Valby-København H og Østerport-Ryparken, Emdrup-Buddinge-Bagsværd-Værløse |
| 24-09-1995 | Ballerup - København H - Farum                         | Uden stop Valby-København H og Østerport-Ryparken, Emdrup-Buddinge-Bagsværd-Værløse         |
| 26-11-2000 | Veksø - København H - Farum                            | Uden stop Valby-København H og Østerport-Ryparken, Emdrup-Buddinge-Bagsværd-Værløse         |
| 17-06-2001 | Veksø - København H - Farum                            | Uden stop Valby-København H og Østerport-Ryparken, Emdrup-Vangede-Buddinge-Bagsværd-Værløse |
| 15-09-2002 | Frederikssund - København H - Farum                    | Uden stop Emdrup-Vangede-Buddinge-Bagsværd-Værløse                                          |
| 23-09-2007 | Nedlagt og erstattet af udvidet drift på linje A og C. | Nedlagt og erstattet af udvidet drift på linje A og C.                                      |